# Гризіньяно-ді-Цокко
Гризіньяно-ді-Цокко, Ґризіньяно-ді-Цокко (італ. Grisignano di Zocco, вен. Grisignan de Zoco) — муніципалітет в Італії, у регіоні Венето, провінція Віченца.
Гризіньяно-ді-Цокко розташоване на відстані близько 410 км на північ від Рима, 50 км на захід від Венеції, 14 км на південний схід від Віченци.
Населення — 4278 осіб (2014).

## Демографія
Населення за роками:

Станом на 1 січня 2023 року в муніципалітеті офіційно проживало 496 іноземців з 39 країн, серед них 219 громадян країн Євросоюзу та 2 громадяни України.

## Сусідні муніципалітети
- Камізано-Вічентіно
- Камподоро
- Грумоло-делле-Аббадессе
- Местрино
- Монтегальда
- Веджано